# Arbab Niaz Stadium
Das Arbab Niaz Stadium ist ein Cricket-Stadion in Peshawar, Pakistan.

## Kapazität & Infrastruktur
Das Stadion hat eine Kapazität von 20.000 Plätzen und ist mit einer Flutlichtanlage ausgestattet. Die beiden Wicketenden sind das Pavilion End und das College End.

## Internationales Cricket
Das erste One-Day International wurde in diesem Stadion im November 1984 zwischen Indien und Indien ausgetragen. Seitdem war es Austragungsstätte zahlreicher internationaler Begegnungen. Das erste Test-Match wurde hier im September 1995 zwischen Pakistan und Simbabwe ausgetragen. Beim Cricket World Cup 1987 wurde hier ein, beim Cricket World Cup 1996 zwei Vorrundenspiele ausgetragen. Nach dem Angriff auf das Cricketteam Sri Lankas in Lahore in 2009 wurden internationale Spiele in Pakistan insgesamt eingestellt. Zuletzt gab es von Seiten des International Cricket Council im Jahr 2006 Sicherheitsbedenken bezüglich des Stadions und seiner Einrichtungen.

## Nationales Cricket
Das Stadion ist die Heimstätte von Khyber Pakhtunkhwa im nationalen pakistanischen Cricket. In der Pakistan Super League ist es als Austragungsort von Peshawar Zalmi vorgesehen.